# Turanogryllus nimba
Turanogryllus nimba är en insektsart som beskrevs av Otte, D. 1987. Turanogryllus nimba ingår i släktet Turanogryllus och familjen syrsor. Inga underarter finns listade i Catalogue of Life.